# Élections sénatoriales de 1927 dans la Somme
Les élections sénatoriales dans la Somme ont eu lieu le dimanche 9 janvier 1927. Elles ont eu pour but d'élire les quatre sénateurs représentant le département au Sénat pour un mandat de neuf années.

## Contexte départemental

### Sénateurs sortants
|  | Identité           | Étiquette | Groupe                                              | Élu depuis |
|  | ------------------ | --------- | --------------------------------------------------- | ---------- |
|  | Amédée Pierrin     | AD        | Union républicaine                                  | 1920       |
|  | Anatole Jovelet    | PRRRS     | Gauche démocratique radicale et radicale-socialiste | 1923       |
|  | Louis-Lucien Klotz | PRRRS     | Gauche démocratique radicale et radicale-socialiste | 1925       |
|  | Edmond Cavillon    | RI        | Union démocratique et radicale                      | 1926       |

## Présentation des candidats

### Parti républicain radical et radical-socialiste
| N° | Candidats | Candidats          | Parti | Principales fonctions                                |
| -- | --------- | ------------------ | ----- | ---------------------------------------------------- |
| 01 |           | Louis-Lucien Klotz | PRRRS | Sénateur sortant, conseiller général de Boves        |
| 02 |           | Anatole Jovelet    | PRRRS | Sénateur sortant, conseiller général de Boves        |
| 03 |           | Émile Ternois      | PRRRS | Député, conseiller général d'Abbeville-Nord          |
| 04 |           | A. Morvillez       | PRRRS | Président de la Société des agriculteurs de la Somme |

### Centre-droit
| N° | Candidats | Candidats       | Parti | Principales fonctions                                   |
| -- | --------- | --------------- | ----- | ------------------------------------------------------- |
| 01 |           | Edmond Cavillon | RI    | Sénateur sortant, conseiller général de Molliens-Vidame |
| 02 |           | Amédée Pierrin  | AD    | Sénateur sortant, conseiller général de Boves           |
| 03 |           | Henry Bourdeaux | RI    |                                                         |
| 04 |           | Armand Jumel    | FR    | Conseiller général de Poix-de-Picardie                  |

### Section française de l'Internationale ouvrière
| N° | Candidats | Candidats       | Parti | Principales fonctions                |
| -- | --------- | --------------- | ----- | ------------------------------------ |
| 01 |           | Jules Thierry   | SFIO  | Conseiller général d'Amiens-Nord-Est |
| 02 |           | Fernand Bertaux | SFIO  |                                      |
| 03 |           | Martin Louchel  | SFIO  | Maire de Woincourt                   |
| 04 |           | Léonce Buteux   | SFIO  |                                      |

### Parti communiste (SFIC)
| N° | Candidats | Candidats      | Parti   | Principales fonctions         |
| -- | --------- | -------------- | ------- | ----------------------------- |
| 01 |           | Maurice Mazier | PC-SFIC |                               |
| 02 |           | Victor Berger  | PC-SFIC |                               |
| 03 |           | Émile Renoust  | PC-SFIC | Conseiller municipal de Cagny |
| 04 |           | Émile Touzet   | PC-SFIC |                               |

## Résultats
| Candidat et parti politique | Candidat et parti politique | Candidat et parti politique | Premier tour | Premier tour | Deuxième tour | Deuxième tour | Troisième tour | Troisième tour |
| Candidat et parti politique | Candidat et parti politique | Candidat et parti politique | Voix         | %            | Voix          | %             | Voix           | %              |
| --------------------------- | --------------------------- | --------------------------- | ------------ | ------------ | ------------- | ------------- | -------------- | -------------- |
|                             | Edmond Cavillon*            | RI                          | 808          | 62,25        |               |               |                |                |
|                             | Amédée Pierrin*             | AD                          | 719          | 55,39        |               |               |                |                |
|                             | Anatole Jovelet*            | PRRRS                       | 683          | 52,62        |               |               |                |                |
|                             | Louis-Lucien Klotz*         | PRRRS                       | 542          | 41,76        | 643           | 49,54         | 844            | 67,74          |
|                             | Émile Ternois               | PRRRS                       | 517          | 39,83        | 436           | 33,59         | 402            | 32,26          |
|                             | Henry Bourdeaux             | RI                          | 386          | 29,74        | 191           | 14,72         |                |                |
|                             | Armand Jumel                | FR                          | 382          | 29,43        | 25            | 1,93          |                |                |
|                             | A. Morvillez                | PRRRS                       | 284          | 21,88        |               |               |                |                |
|                             | Jules Thierry               | SFIO                        | 146          | 11,25        |               |               |                |                |
|                             | Fernand Bertaux             | SFIO                        | 110          | 8,47         |               |               |                |                |
|                             | Martin Louchel              | SFIO                        | 79           | 6,09         |               |               |                |                |
|                             | Léonce Buteux               | SFIO                        | 70           | 5,39         |               |               |                |                |
|                             | Guillaume Desjardins        | AD                          | 19           | 1,46         |               |               |                |                |
|                             | Maurice Mazier              | PC-SFIC                     | 12           | 0,92         |               |               |                |                |
|                             | Victor Berger               | PC-SFIC                     | 11           | 0,85         |               |               |                |                |
|                             | Émile Renoust               | PC-SFIC                     | 11           | 0,85         |               |               |                |                |
|                             | Émile Touzet                | PC-SFIC                     | 10           | 0,77         |               |               |                |                |
|                             | Félix Roux                  | DIV                         | 10           | 0,77         |               |               |                |                |
|                             | M. d'Hardivillers           | DIV                         | 9            | 0,69         |               |               |                |                |
|                             | M. Flamant                  | DIV                         | 8            | 0,62         |               |               |                |                |
|                             | Georges Oger                | DIV                         | 5            | 0,39         |               |               |                |                |
|                             |                             |                             |              |              |               |               |                |                |
| Inscrits                    | Inscrits                    | Inscrits                    | 1 308        | 100,00       | 1 308         | 100,00        | 1 308          | 100,00         |
| Abstention                  | Abstention                  | Abstention                  | 6            | 0,46         | 4             | 0,31          | 15             | 1,15           |
| Votants                     | Votants                     | Votants                     | 1 302        | 99,54        | 1 304         | 99,69         | 1 293          | 98,85          |
| Blancs et nuls              | Blancs et nuls              | Blancs et nuls              | 4            | 0,31         | 6             | 0,46          | 47             | 3,63           |
| Exprimés                    | Exprimés                    | Exprimés                    | 1 298        | 99,69        | 1 298         | 99,54         | 1 246          | 96,37          |

## Sénateurs élus
|  | Identité           | Étiquette | Groupe                                              | Élu depuis |
|  | ------------------ | --------- | --------------------------------------------------- | ---------- |
|  | Edmond Cavillon    | RI        | Union démocratique et radicale                      | 1926       |
|  | Amédée Pierrin     | AD        | Union républicaine                                  | 1920       |
|  | Anatole Jovelet    | PRRRS     | Gauche démocratique radicale et radicale-socialiste | 1923       |
|  | Louis-Lucien Klotz | PRRRS     | Gauche démocratique radicale et radicale-socialiste | 1925       |